# Bernard de Pourtalès
Bernard Alexandre Georges Edmond de Pourtalès (ur. 5 czerwca 1870 w Bellevue, zm. 6 lipca 1935 w Casablance) – szwajcarski żeglarz, dwukrotny medalista igrzysk olimpijskich.

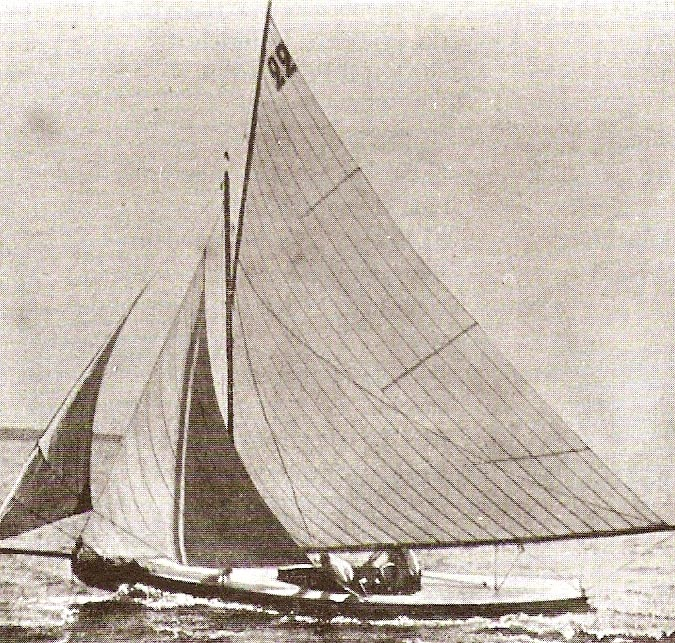
Jacht Lérina podczas igrzysk 1900

De Pourtalès reprezentował Szwajcarię na Letnich Igrzyskach Olimpijskich 1900, odbywających się w Paryżu. Wraz ze swoim bratankiem Hermannem de Pourtalèsem i jego żoną Hélène uczestniczył w zawodach żeglarskich na jachcie Lérina w konkurencjach dla jednostek od 1 do 2 ton. Szwajcarska załoga zdobyła złoty medal w pierwszym wyścigu, a trzy dni zajęli 2. miejsce w drugim wyścigu. Brali również udział w klasie open, której nie zdołali ukończyć.
Posiadał tytuł hrabiego.